# Válka proti Islámskému státu
Válka proti Islámskému státu byla série leteckých úderů koalice amerických ozbrojených sil a dalších armád v Iráku a Sýrii proti pozicím Islámského státu, provedených v reakci na jeho územní zisky v Iráku a Sýrii. Vojenská intervence vedená Západem se nazývá anglicky Operation Inherent Resolve (česky Operace Bytostné odhodlání). 8. srpna 2014 americký prezident Barack Obama autorizoval letecké údery na pozice Islámského státu a humanitární pomoc jazídským uprchlíkům v pohoří Sindžár. Cílem úderů byla kromě prevence genocidy také ochrana amerických zájmů v Iráku. Vojenská operace byla později rozšířena kvůli ochraně irácké infrastruktury a letecké podpoře irácké armády. Po rozšíření úderů proti Islámskému státu, byly kurdské a irácké jednotky schopné zvrátit islámistický postup a znovu obsadit Mosulskou přehradu, která je největším vodním dílem v Iráku.
10. září americký prezident Barack Obama oznámil, že autorizoval letecké údery na pozice Islámského státu v Sýrii, pokud je schválí americký kongres. Zároveň oznámil, že navýší počet úderů v Iráku. 19. září provedlo francouzské letectvo nálet na muniční sklad Islámského státu. 22. září provedly ozbrojené síly USA, Bahrajnu, Jordánska, Kataru, Saúdské Arábie a Spojených arabských emirátů nálety na pozice Islámského státu v Sýrii.
2. října 2014 schválil turecký parlament možnost nasazení vojsk na území Iráku a Sýrie proti silám Islámského státu.
Dne 6. února 2015 po oznámení upálení jordánského pilota Maáze Kasásby prohlásil jordánský král Abdalláh II. „Vymažeme Islámský stát z povrchu země“.[zdroj⁠?!] Jordánsko v rámci koalice provedlo asi pětinu útoků proti Islámskému státu. Spojenecké nálety zničily téměř 20 procent kapacit radikálů. Jordánské letectvo provedlo 56 náletů na cíle za tři dny. 8. února se Jordánci zaměřili na logistická centra, skladiště zbraní a úkryty radikálů.[zdroj⁠?!]
Poté co v roce 2014 britský premiér Cameron prohlásil, že chce zničit Islámský stát, RAF provedla v jednom roce 1300 útoků proti Islámskému státu z toho 300 náletů. Cílem útoků byly mimo jiné kamiony, bunkry, zákopy či budovy Islámského státu.
V roce 2015 Saúdská Arábie iniciovala vznik mezinárodní Islámské vojenské protiteroristické koalice, jejímž úkolem byla spolupráce členských států v boji proti terorismu, včetně Islámského státu.
23. března 2019 ztratil Islámský stát poslední území v Sýrii a tím prohrál tuto válku.